# Țvitkove, Holovanivsk
Țvitkove (în ucraineană Цвіткове) este un sat în comuna Juravlînka din raionul Holovanivsk, regiunea Kirovohrad, Ucraina.

## Demografie
Componența lingvistică a localității Țvitkove
     Ucraineană (93,65%)
     Rusă (6,35%)
Conform recensământului din 2001, majoritatea populației localității Țvitkove era vorbitoare de ucraineană (93,65%), existând în minoritate și vorbitori de rusă (6,35%).